# Aneflus sericatus
Aneflus sericatus är en skalbaggsart som beskrevs av Chemsak och Linsley 1968. Aneflus sericatus ingår i släktet Aneflus och familjen långhorningar. Inga underarter finns listade i Catalogue of Life.